# ミア・アウディナ
ミア・アウディナ (Mia Audina Tjiptawan、中国名：張海麗、1979年8月22日 - ）は、インドネシア・ジャカルタ出身のバドミントン選手。キャリア後半はオランダ選手として活躍した。

## 経歴
13歳の時に最年少でインドネシアナショナルチームのメンバーに選出され、1994年5月のユーバー杯に14歳で出場し決勝の中国戦では2-2の状況で登場して張寧を破り、優勝に貢献した。1996年ユーバー杯でも優勝している。同年、16歳でアトランタオリンピックに出場して銀メダルを獲得した。
1999年、オランダ人のGospelsänger Tylio Lobmanと結婚してロッテルダムに移り、翌2000年にオランダ国籍を取得する。インドネシアの理解を得てシドニーオリンピックに出場しベスト8に輝く。2003年、イギリスのバーミンガムで行われた世界選手権で銅メダルを、2004年のアテネオリンピックで銀メダルを獲得した。2006年8月16日に現役引退を発表した。

## 主な成績
インドネシア
- 1994年
  - ユーバー杯　優勝
- 1996年
  - ユーバー杯　優勝
  - USAオープン　優勝
  - アトランタオリンピック　準優勝
- 1997年
  - シンガポール・オープン　優勝
  - ジャパンオープン　優勝
  - 東南アジア競技大会　シングルス・ダブルス優勝
- 1998年
  - インドネシア・オープン　優勝
  - ユーバー杯　準優勝

オランダ
- 2000年
  - シドニーオリンピック　ベスト8
  - 台湾オープン　優勝
- 2001年
  - オランダ・オープン　優勝
- 2002年
  - オランダ・オープン　優勝
  - スイス・オープン　優勝
  - ヨーロッパ選手権　準優勝
- 2003年
  - 韓国オープン　優勝
  - 台湾オープン　優勝
  - 世界バドミントン選手権大会　3位
- 2004年
  - ヨーロッパ選手権　シングルス・ダブルス優勝　団体準優勝
  - アテネオリンピック　準優勝
  - ヨネックスオープンジャパン　優勝
- 2006年
  - 全英オープン　3位
  - ユーバー杯　準優勝